# Kirchenkreis Greifswald
Der Kirchenkreis Greifswald war einer von vier Kirchenkreisen der Pommerschen Evangelischen Kirche. Er wurde am 1. Januar 1997 aus dem Zusammenschluss der altpreußischen Kirchenkreise Anklam, Greifswald-Stadt, Greifswald-Land, Usedom und Wolgast gebildet. Amtssitz war die Hansestadt Greifswald. Der Kirchenkreis Greifswald ging durch die Neugründung der Evangelisch-Lutherischen Kirche in Norddeutschland („Nordkirche“) zu Pfingsten 2012 im Pommerschen Evangelischen Kirchenkreis auf.

## Geographische Lage
Der Superintendenturbezirk Greifswald lag im Osten des Bundeslandes Mecklenburg-Vorpommern.
Er umfasste den östlichen Teil des Gebiets der Pommerschen Evangelischen Kirche. Folgende Kirchenkreise waren Grenznachbarn:
- im Norden: Kirchenkreis Stralsund
- im Westen: Kirchenkreis Demmin
- im Süden: Kirchenkreis Pasewalk.

Im Osten bildete der Greifswalder Bodden der Ostsee eine natürliche Grenze.

## Geschichte

### Reformation und Bischofsamt
Bei der Einführung der Reformation in Pommern am 13. Dezember 1534 auf dem Landtag zu Treptow an der Rega war geplant worden, dass künftig an der Spitze der pommerschen Kirche ein evangelischer Bischof stehen sollte. Vorgesehen war der bisherige Bischof von Cammin Erasmus von Manteuffel-Arnhausen, der sich jedoch überraschend weigerte, das Bischofsamt dem Patronat des Landesherrn zu unterstellen und damit auch seine anfängliche Zuwendung zur Reformation widerrief.
Als Bischof Erasmus von Manteuffel-Arnhausen 1544 starb, kam der Bischofsgedanke erneut auf. Am 12. April 1545 wurde der herzogliche Kanzler Bartholomaeus Suawe zum Bischof gewählt, der aber schon 1549 das Amt wieder aufgab. Sein Nachfolger, Martin von Weiher, zeigte gewisse Neigungen zum Katholizismus, nach seinem Tode 1556 ging das Bischofsamt auf Angehörige des Herzoghauses über, die es ohne geistliche Befugnisse als Titularbischöfe versahen.

### Generalsuperintendentur Greifswald
Nach der Absage von Erasmus von Manteuffel-Arnhausen setzten die Herzöge in die geistliche Kirchenleitung „Superattendenten“ ein. Für den Landesteil Pommern-Wolgast wurde Johann Knipstro zum Superintendenten bestellt, der 1539 als Pomeranie Superintendens primus citerioris und 1544 Superintendens generalis bezeichnet wird. Dieser Generalsuperintendent hatte anfangs in Wolgast, seit 1553 in Greifswald seinen Sitz. Er versah auch die Superintendentur Rügen, für die eigentlich eine eigene „Superattendentur“ gedacht war, die aber nur von 1551 bis 1556 mit einem eigenen Amtsträger besetzt war. Der Greifswalder Generalsuperintendent hatte lange Zeit auch die Aufgaben des Stadtsuperintendenten mit zu verwalten. Sein geographischer Aufgabenbereich lag – von Ausnahmen abgesehen – im Gebiet Vorpommerns, seine berufliche Tätigkeit war in erster Linie die Kirchenvisitation, die er namens des Herzogs mit Unterstützung herzoglicher Räte durchführte. Auch hatte er an den Synoden im Landes- wie auch im Partikularbereich teilzunehmen. Das Recht der Konfirmation lag anfangs nur bei ihm, später dann bei den Stadtpfarrern und einigen Dorfpfarrern. Die Ordination und die Einsetzung von Pfarrern war sein Recht.
Durch Verfügung vom 8. März 1828 wurde bestimmt, dass der Stettiner Generalsuperintendent künftig Amtsträger für Neu- und Altpommern sein solle. Damit war die Generalsuperintendentur für Vorpommern in Greifswald aufgehoben. Es blieb die Stadtsuperintendentur und die Superintendentur für den Landkreis Greifswald, die als „Synoden“, nach 1945 „Kirchenkreise“ Greifswald-Stadt und Greifswald-Land bis 1997 erhalten blieben, bis sie mit den Nachbarregionen zum „Kirchenkreis Greifswald“ zusammengelegt wurden.
Die Geschicke des Zweiten Weltkrieges werteten die kirchliche Bedeutung Greifswalds unbeabsichtigt wieder auf: durch den Verlust Hinterpommerns östlich der Oder mit Stettin musste die Pommersche Kirche einen neuen Amtssitz finden. So wurde Greifswald seit 1947 Sitz des Konsistoriums der Pommerschen Evangelischen Kirche.

### Generalsuperintendenten
1. Johannes Knipstro, 1535–1556
2. D. Jacob Runge, 1557–1595
3. Friedrich Runge, 1597–1604
4. Barthold von Krakevitz, 1607–1642
5. Mövius Völschow, 1642–1650
6. Abraham Battus, 1662–1674
7. Matthäus Tabbert, 1675
8. Augustinus Balthasar, 1680–1688
9. D. Konrad Tiburtius Rango, 1689–1700
10. Johann Friedrich Mayer, 1701–1712
11. Heinrich Brandanus Gebhardi, 1712–1721
12. D. Albrecht Joachim von Krakevitz, 1721–1732
13. D. Timotheus Lütkemann, 1734–1738
14. Michael Christian Rusmeyer, 1740–1745
15. D. Jakob Heinrich von Balthasar, 1746–1763
16. D. Laurentius Stenzler, 1763–1778
17. D. Bernhard Friedrich Quistorp, 1778–1788
18. D. Gottlieb Schlegel, 1790–1810
19. D. Johann Christoph Ziemssen, 1812–1824

## Kirchenkreis

### Kreissynode
Die Synode des Kirchenkreises war die Vertretung der Kirchengemeinden. Die Kreissynode beschloss den Haushalt sowie über alle eigenen Aufgaben des Kirchenkreises. Vorsitzender der Kreissynode war der bzw. die Präses.

### Kreiskirchenrat
Die Kreissynode wählte auch die Mitglieder des Kreiskirchenrates, der den Kirchenkreis zwischen den Kreissynoden leitet. Vorsitzender war der Superintendent.

### Superintendentur
Das Superintendentenbüro war das Zentrum der Verwaltung des Kirchenkreises. Der Superintendent war leitender Geistlicher und sowohl Seelsorger als auch Berater der Dienststellen und Mitarbeitenden. Er vertrat den Kirchenkreis nach außen. Letzter Amtsinhaber war Ulrich Tetzlaff.

## Kirchengemeinden
Zum Kirchenkreis Greifswald gehörten 52 Kirchengemeinden:

(Kirchenkreis-Zugehörigkeit vor 1945: Anklam (A), Greifswald-Land (GL), Greifswald-Stadt (GS), Usedom (U), Wolgast (W))
- Ahlbeck (U)
- Anklam (A)
- Bansin (U)
- Benz (U)
- Boldekow/Wusseken (A)
- Dersekow und Levenhagen (GL)
- Ducherow/Bugewitz/Rathebur (A)
- Görmin (GL)
- Greifswald-Christuskirche (GS)
- Greifswald-Johanneskirche (GS)
- Greifswald-St. Jacobi-Kirche (GS)
- Greifswald-St. Marienkirche (GS)
- Greifswald-St. Nikolai-Kirche (GS)
- Gristow (GL)
- Groß Bünzow/Rubkow und Schlatkow (W)
- Gützkow (GL)
- Heringsdorf (U)
- Kagendorf (A)
- Katzow/Hohendorf/Neu Boltenhagen (W)
- Kemnitz, Hanshagen und Groß Kiesow (GL)
- Koserow (U)
- Krien und Iven (A)
- Kröslin (W)
- Krummin/Trassenheide
- Lassan/Pinnow-Murchin/Bauer (U)
- Liepen (A)
- Medow (A)
- Morgenitz (U)
- Neuenkirchen (GL)
- Ranzin (W)
- Spantekow (A)
- Teterin-Biesewitz (A)
- Usedom/Stolpe/Mönchow-Zecherin (U)
- Weitenhagen (GL)
- Wieck-Eldena (GS)
- Wolgast (W)
- Wusterhusen/Lubmin (GL)
- Zarnekow (W)
- Ziethen (W)
- Zinnowitz (U)
- Zirchow (U)
- Züssow (W)

## Kirchen im Kirchenkreis
Eine Aufzählung der Kirchen im Kirchenkreis liefert die Liste der Kirchen im Kirchenkreis Greifswald.

## Einrichtungen des Kirchenkreises
- Krankenhausseelsorge Greifswald
- Schulpfarramt
- Jugendpfarrer in Greifswald, Anklam und Usedom
- Kreiskantoren/-kantorinnen in Greifswald, Anklam und Usedom
- Arbeitsstelle für die Arbeit mit Kindern und Jugendlichen